# III. Viktor pápa
Boldog III. Viktor (Benevento, 1026 – Monte Cassino, 1087. szeptember 16.) néven lépett a pápai trónra a történelem 158. egyházfőjeként. Viktor a történetírók szerint Monte Cassino legkiemelkedőbb apátja volt, de Róma élén csapnivalóan irányította az egyházat. Ebben nagy szerepet játszott az is, hogy elődje, VII. Gergely élesen szembefordult IV. Henrik német-római császár birodalmával, ezért a nagy kavarodást okozó egyházfő halála után a császár III. Kelemen ellenpápa mögé állt. Ez jelentősen megnehezítette Viktor uralkodását, de mivel akarata ellenére választották meg a legfőbb egyházi méltóságba, nem is igen törte magát, hogy rendet teremtsen egyháza berkeiben.

## Erős apát Monte Cassinoban

### Út a kolostorba
Hozzávetőleg 1026-ban látta meg a napvilágot, eredetileg Dauferius néven. Apját V. Landolfnak nevezték, aki a beneventói lombard hercegi család nem uralkodó ágának tagja volt, aki sosem tett le arról, hogy egyszer ismét az ő ágára kerül a hatalom, ezért mindent megtett, hogy egyetlen fiát kiváló oktatásban részesítse. Ám mindennek csak annyi haszna lett, hogy Dauferius kedvet kapott a papi élethez. Amikor ezt családja előtt is felfedte, apja azonnal megtiltotta neki az Úr szolgálatát, hiszen ezzel utód nélkül kihal a család, és a hercegi hatalomról végképp lemondhattak.
Amikor 1047-ben apja meghalt a normannok ellen vívott csatában, Dauferius megszökött otthonról, és elállt a már elrendezett házasságtól. A család erővel visszavitte, de amikor másodjára is sikerült neki megszöknie, végképp elengedték.
Beneventóba menekült, ahol beállt a Szent Szófia-kolostor szerzetesei közé. Itt kapta a Desiderius nevet. A harmincadik évéhez közel álló Desiderius túlságosan laza erkölcsűnek találta a kolostort, ezért előbb az Adriai-tenger egyik szigetére, a Tremitén álló monostorba ment, majd 1053-ban az Abruzzi tartományban található Majella remetéihez csatlakozott.
Ebben az időben kezdtek felfigyelni a művelt és tiszta erkölcsű szerzetesre, majd az egyik apát IX. Leó pápa figyelmébe ajánlotta. Leó elhívta magával Beneventóba, hogy segítsen a béketárgyalásokban, amelyek a normannokkal vívott vesztes civitatei csata után jöttek létre. Az egyházfő meg volt elégedve Desiderius munkájával, és hamar a pápai udvarhoz kötötte. Leó halála után II. Viktor pápa is kegyeibe fogadta. Desiderius követte a pápát Firenzébe, ahol találkozott két Monte Cassino-beli szerzetessel, akikkel elbeszélgetett, majd 1055-ben velük együtt tért vissza a dél-itáliai kolostorba.

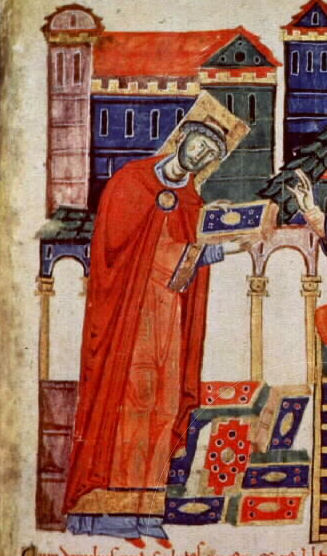
Codex Vaticanus Latinus 1202, folio 2r, 11. század

### Monte Cassino élén
Még abban az évben beállt a bencés rend szerzetesei közé, és hamarosan a capuai rend vezetője lett. X. István pápa 1057-ben Monte Cassinóban akarta bevégezni életét. A visszavonult egyházfő azt gondolta, hogy betegségéből nem fog felépülni, ezért összehívta a rendet, és az apátság vezetését Desideriusra bízta. Azonban pár hét múlva a pápa felépült, és így tulajdonképpen két apátja lett Monte Cassinónak. István társapátját Konstantinápolyba küldte, hogy ott képviselje érdekeit, és ezzel egy csapásra megoldva a kettős apátság gondját is. Desideriust egy évvel később Bari kikötőjében érte utol István halálhíre. Robert Guiscard normann herceg segítségével visszatért Monte Cassinóba, ahol 1058 húsvétján Humbert bíboros apáttá szentelte.
II. Miklós pápa Santa Cecilia bíborosává tette meg 1059-ben, és ezzel Róma végképp elismerte megbecsülését Desiderius munkájával kapcsolatban. Ugyanis apáttá szentelése után a beneventói származású Desiderius nagyszabású reformokat hajtott végre az apátságon belül. Újjáépíttette a templomot és a kapcsolódó épületeket, művészeti iskolát alapított és erős kézzel új fegyelmi szabályzatot dolgozott ki, amelyet be is tartatott apátságában. A Monte Cassinó-i apátság Itália legnevesebb kolostorává vált. Ezért nem csoda, hogy Desideriust tekintik az alapító után a legnagyobb Monte Cassinó-i apátnak. 1071 októberében készült el az új bazilika, amelyet II. Sándor pápa szentelt fel. 
Egyházi körökben egyre inkább becsülték és tisztelték az apátot, de rengeteg híve akadt a világi vezetők körében is. Volt idő, amikor Monte Cassinóban egymást érték a drága ajándékokat szállító karavánok. A legnevesebb a bizánci császár által küldött aranyoltár volt, amelyet drágakövek ékesítettek. De ebben az időben kerültek mai helyükre a bazilika hatalmas bronz és ezüst kapui. Capuában freskók is maradtak fenn ebből az időből. Desiderius igen nagy hangsúlyt fektetett a kolostor gazdag könyvtárának bővítésére. Szerzetesei több kora keresztény művet is másoltak és fordítottak, ezért az egyik leggazdagabb könyvtárat sikerült Monte Cassinóban berendeznie.

### Gergely pontifikátusa alatt
Desiderius tevékenységét a római katolikus egyház legfelsőbb rétegeiben is elismerték. Ez a mély tisztelet azonban nemcsak az apát különleges tehetségének és vallásos buzgalmának szólt, hanem annak is, hogy kiváló kapcsolatokat tartott fenn a normann hercegekkel. Éppen ezért VII. Gergely Apulia, Campania, Calabria és a Beneventói Hercegség pápai vikáriusává nevezte ki. Róma még azt is engedélyezte neki, hogy püspököket és apátokat nevezzen ki.
Ez a kivételes bánásmód és tisztelet Gergely politikájának is köszönhető, hiszen a reformpápa háborúba keveredett a német-római császárral, és ezért igen nagy szüksége volt a normann szövetségre. Ezt pedig Desiderius bármikor el tudta intézni. Az apát baráti viszonyban volt az összes herceggel, és mindig rá tudta őket venni, hogy védjék meg a Szentszéket. 1073. augusztus 2-án Beneventóban szövetséget is kötött Gergely nevében a normann hercegekkel, akik persze később nem tartották szavukat, és Róma ellen vonultak, de még ekkor is igen jó kapcsolatokat tartottak fenn Desideriusszal, annak ellenére, hogy seregeik Gergelyt ostromolták. 1082-ben találkozott a császárral Albanónál, és az ő kérésére engedte ki az Angyalvárba szorult pápát a normann sereg. 
Gergely ebben az időben gyanúval szemlélte az apát cselekedeteit, ugyanis Desiderius és Clunyi Hugó azon mesterkedtek, hogy kibékítsék a két nagyhatalmat. Végül a harcok elcsendesedtek, és Henrik ellenpápája ugyanúgy elmenekült Rómából, mint Gergely. A nagy pápa 1085-ben salernói halálos ágyán minden gyanúja ellenére Desiderius nevezte meg egyik legalkalmasabb követőjeként.

## Viktor pápa lesz
Gergely utolsó akarata eljutott Desiderius fülébe is, de ő minden egyes porcikájával elutasította a szent hivatalt. Nem akarta elhagyni szeretett apátságát, és egyre romló egészségi állapotára is hivatkozott, amikor a pápa halála után Rómába utazott, hogy a bíborosokkal összeülve megtárgyalják a következő pápa személyét. Minderre csak úgy volt lehetőség, hogy a rómaiak kiűzték a városból III. Kelement, a császár jelöltjét. Amikor Desiderius rájött, hogy a bíborosok őt akarják a szent trónusra, megrettent és Monte Cassinóba menekült a kinevezés elől.
Desiderius úgy döntött, hogy ráveszi a normann és lombard hercegeket arra, hogy támogassák a megválasztandó új pápát. Ezzel azt akarta elérni, hogy helyette most már más is bátran vállalhassa a megtisztelő hivatalt. Amikor az egyesült normann és lombard seregek élén Róma elé érkezett Desiderius, hamar rájött, hogy a normann hercegek és a klérus szövetséget kötött az akarata ellenére. Ezért az apát kijelentette, hogy amennyiben erőszakkal teszik fejére a tiarát, vissza fog vonulni Monte Cassinóba. Húsvét napján összegyűlt a római klérus, de nem sikerült döntésre jutniuk. A következő gyűlésen Desideriust ismét felkérték a pápaság posztjának betöltésére, majd másnap ismét megtették ezt. Az apát mindkétszer visszautasította Szent Péter trónját. 
A város consulja, Cencius azt javasolta, hogy válasszák meg a nagyszerű ostiai püspököt, Odót. De a klérus elutasította személyét, hiszen püspököt a kánoni törvények szerint nem lehetett a pápai hivatalba emelni. Végül betelt a pohár, és a klérus a normann katonák segítségével 1086. május 24-én erővel Desideriusra adta a bíbort, és a III. Viktor nevet adva neki, egyházfővé szentelték a makacs apátot. Közel egy év interregnum után tehát ismét volt feje az egyháznak.

## Rövid pontifikátus
Négy nappal felszentelése után Viktornak el kellett hagynia a várost, ugyanis a császár támogatását élvező ellenpápa betört a szent városba. Viktor minden tiltakozás ellenére Terracina városában lemondott pápai jogáról, és visszatért Monte Cassinóba. Majdnem egy év elteltével a római klérus, a normann hercegek, Cencius consul és a római nemesek Capua városába zsinatot hívtak össze, amelyre Viktort is meghívták. A zsinaton szó esett az egyház elesett helyzetéről, és arról, hogy még mindig nincs megfelelő vezetője, ezért 1087-ben Viktor beleegyezett egyházfői kinevezésébe. 
1087. május 9-én a normann seregek bevonultak Rómába, és elűzték a Lateránból Kelement. Még aznap hatalmas pompával egyházfővé szentelték fel Viktort. De az ellenpápa fenyegetése miatt, és saját belső békéje végett nyolc nap múlva ismét visszatért Monte Cassinóba.
Pontifikátusának legjelentősebb állomása volt az 1087 augusztusában Beneventóban összehívott zsinat. Ezen megerősítette VII. Gergely minden törvényét, és kiátkozta III. Kelement. Elítélte a világi invesztitúrát és az egyházi reformok mellett állt ki. Mindezek mellett ehhez a zsinathoz köthető a keresztes háborúk előfutáraként emlegetett hadjárat, amely 1087. augusztus 5-én indult el Itália partjairól. A római, pisai, genovai és normann seregek Afrikába hajóztak a Szentszék lobogói alatt, és elfoglalták El Mahadia városát. Az ütőképes sereg arra kényszerítette a tuniszi szultánt, hogy fizessen adót Rómának és szabadítsa fel a keresztény rabszolgákat. A szaracénok ellen vezetett hadjárat sikere csak rövid ideig tartott, hiszen amikor az itáliai seregek visszatértek, a szultán nem tartotta be ígéreteit. 
A három napig húzódó zsinaton a pápa rosszul lett, igen komolyan megbetegedett, és visszavonult Monte Cassinóba, ahol kijelölte utódját az apátság élére. A klérusnak pedig osztiai Odót jelölte utódjául a pápai trónra. 1087. szeptember 16-án halt meg. Testét a Monte Cassinó-i bazilika káptalantermének egyik kriptájában helyezték örök nyugalomra. Bár kultusza már halála után 60 évvel fellángolt, az egyház csak 1887-ben avatta boldoggá.

## Művei
- Documenta Catholica Omnia (latin nyelven). (Hozzáférés: 2011. december 6.)

| Előző pápa: VII. Gergely | Római pápa 1086–1087 | Következő pápa: II. Orbán |